# Błonie (Petite-Pologne)
Pour les articles homonymes, voir Błonie.
Błonie (prononciation : [ˈbwɔɲɛ]) est une localité polonaise de la gmina et du powiat de Tarnów en voïvodie de Petite-Pologne.